# Nugent
Nugent es el séptimo álbum de estudio del guitarrista estadounidense Ted Nugent, lanzado en 1982 por Atlantic Records. Marcó un breve regreso del vocalista y guitarrista Derek St. Holmes a la agrupación. El reconocido músico Carmine Appice se encargó de la batería.

## Lista de canciones
1. "No, No, No" - 3:39
2. "Bound and Gagged" - 4:34
3. "Habitual Offender" - 3:09
4. "Fightin' Words" - 3:59
5. "Good and Ready" - 4:19
6. "Ebony" - 4:26
7. "Don't Push Me" - 2:34
8. "Can't Stop Me Now" - 2:35
9. "We're Gonna Rock Tonight" - 3:21
10. "Tailgunner" - 7:03

## Personal
- Ted Nugent - guitarra, voz
- Derek St. Holmes - voz
- Dave Kiswiney - bajo
- Carmine Appice - batería